# جبار باغچه‌بان
جبار عسگرزاده ملقب به جبار باغچه‌بان (۱۹ اردیبهشت ۱۲۶۴، ایروان – ۴ آذر ۱۳۴۵، تهران) بنیان‌گذار نخستین کودکستان و نخستین مدرسه ناشنوایان ایران در تبریز بود. او همچنین اولین مؤلف و ناشر کتاب کودک در ایران بود.

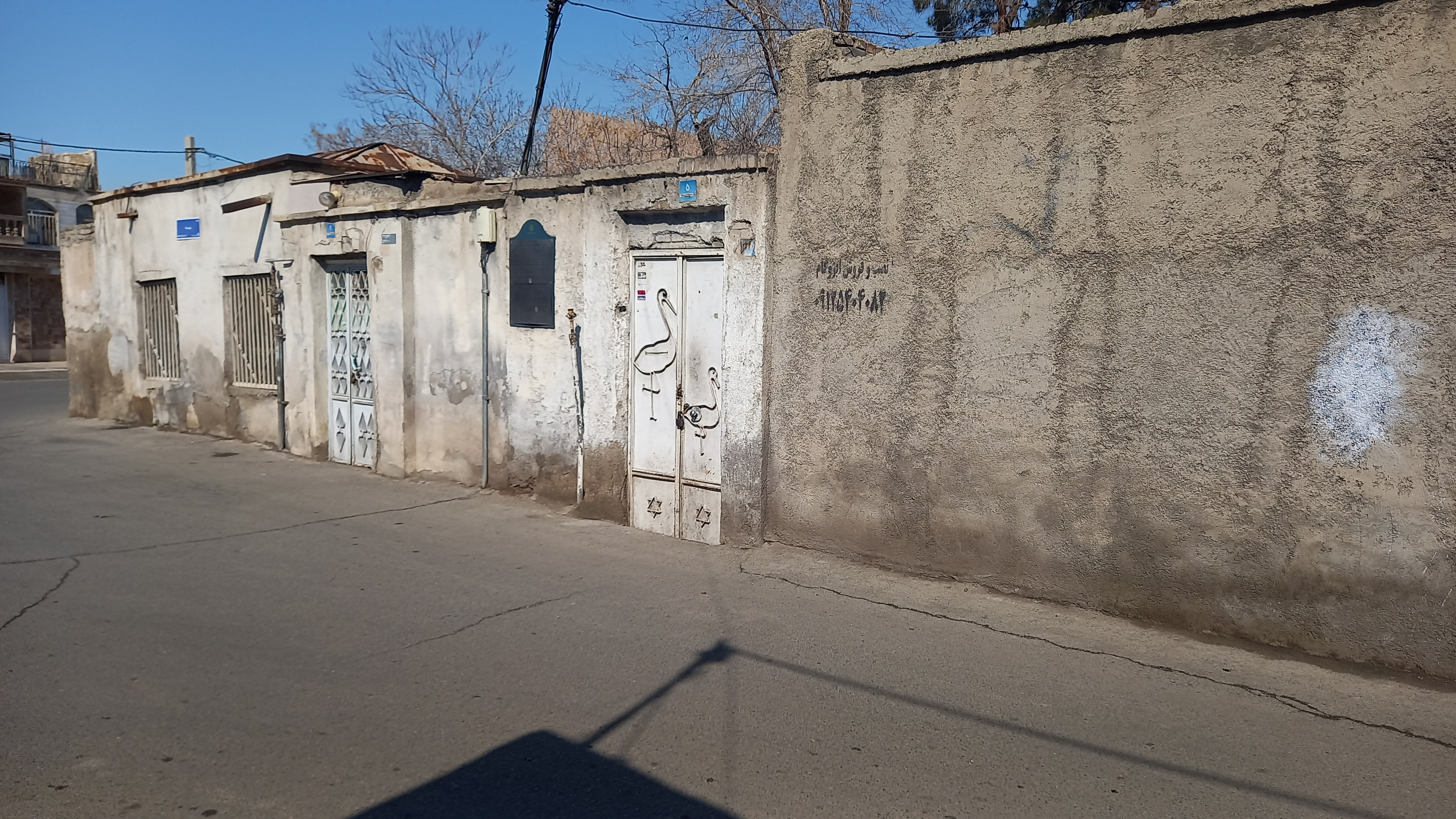
محل دفن جبار باغچه بان در خانه ای متروکه در ضلع جنوبی چشمه علی شهر ری

## زندگی و فعالیت‌ها
میرزا جبار عسگرزاده ۱۹ اردیبهشت ۱۲۶۴ در شهر  ایروان به دنیا آمد. جدش از مردم تبریز یا ارومیه بود. او نخست در تبریز کودکستانی به نام «اوشاقلار باغچاسی(باغچهٔ اطفال)» دایر کرد و از همین رو خودش را باغچه‌بان نامید.
جبار باغچه‌بان بعد از جنگ جهانی اول همراه همسرش در سال ۱۲۹۸ شمسی از راه جلفا وارد شهر مرند شد. باغچه‌بان در مرند در مدرسه دولتی احمدیه به شغل آموزگاری مشغول شد پس از کسب تجربه‌های زیاد در این مسیر، ایرادات بسیار زیادی را در روش آموزش زبان فارسی مشاهده کرد؛ با توجه به این موضوع، باغچه‌بان اولین نفری بود که یک روش بسیار پرکاربرد و حرفه‌ای برای آموزش زبان فارسی ابداع کرد. در واقع در همین زمان بود که فعالیت‌های خیرخواهانه و مثبت باغچه‌بان در ایران آغاز شد و تا اواخر عمرش هم ادامه داشت.
جبار باغچه‌بان در تبریز کودکستانی را با عنوان باغچه اطفال دایر کرد؛ بعد از تأسیس باغچه اطفال بود که فکر آموزش به ناشنوایان ذهنش را درگیر کرد.
اولین تلاش‌ها در زمینهٔ آموزش و پرورش استثنائی در حدود ۱۰۰ سال قبل در ایران شروع و نخستین فعالیت‌ها در بخش آموزش و پرورش کودکان با آسیب‌دیدگی بینایی از سال ۱۲۹۹ هجری شمسی توسط شخصی به نام ارنست کریستوفل اهل کشور آلمان در شهر تبریز با جذب پنج دانش‌آموز آغاز شد.
در گروه کودکان با آسیب‌دیدگی شنوایی جبار باغچه‌بان در تبریز در سال ۱۳۰۳ اولین گام را با تأسیس مدرسهٔ باغچه اطفال در جهت تعلیم و تربیت کودکان ناشنوا برداشت.
البته که تا قبل از اینکه به این موضوع فکر کند، هیچ تجربه‌ای در زمینهٔ تدریس به ناشنوایان نداشت. باغچه‌بان با سه دانش آموز ناشنوا کارش را آغاز کرد و در این زمینه توانست موفقیتی کسب کند. متوجه شد که حس بینایی و لمس اشیاء، نقش بسیار مهمی را در آموزش به ناشنوایان ایفا می‌کند. /
او مدرسهٔ ناشنوایان را در سال ۱۳۰۳ با مخالفت‌های فراوان رئیس وقت فرهنگ، دکتر محسنی، در تبریز دایر کرد. این کلاس جنب باغچهٔ اطفال باغچه‌بان در کوچه انجمن در ساختمان معروف به عمارت انجمن تأسیس شد.
باغچه‌بان از سال ۱۳۰۷ خورشیدی علی‌رغم دشواری‌های وسیع چاپ و کلیشه، چاپ کتاب‌های ویژهٔ کودکان را با نقاشی‌هایی که خودش می‌کشید آغاز کرد. یکی از کتاب‌های او با عنوان «بابا برفی» توسط کانون پرورش فکری کودکان و نوجوانان به چاپ رسید و شورای جهانی کتاب کودک آن را به عنوان بهترین کتاب کودک انتخاب کرد. ثمین باغچه‌بان، ثمینه باغچه‌بان و پروانه باغچه‌بان، فرزندان جبار باغچه‌بان هستند.
جبار باغچه‌بان چند سال هم در قفقاز، در مجلهٔ ملانصرالدین با مدیریت میرزا جلیل محمدقلی‌زاده، طنز نوشت و نشریه‌ای طنز به نام لک‌لک را هم مدیریت و سردبیری کرد.

## کوچه‌ای به نام او
در تاریخ ۲۲ تیرماه ۱۴۰۰ شورای شهر تهران با نامیدن خیابانی فرعی از خیابان‌های شرق خیابان حجاب (مقابل کانون پرورش فکری کودکان و نوجوانان) به نام جبار باغچه‌بان موافقت کرد، که با مخالفت فرمانداری شهر تهران روبه‌رو شد. در برخورد با این مخالفت انجمن نویسندگان کودک و نوجوان در بیانیه‌ای اعتراض خود را اعلام کرد. در بخشی از متن بیانیه چنین آمده‌است:
«انجمن نویسندگان کودک و نوجوان، نه فقط نظر سلیقه‌ای هیئت تطبیق فرمانداری تهران را غیرقابل قبول می‌داند، بلکه بر این بخی در خور از مردم و به‌ویژه نسل جدید خواهد گرفت. تن‌دادن جامعه به این قبیل تصمیم‌های زیان‌بار، هم به شهر و مردم آسیب می‌زند و هم به هویت جمعی و منافع ملی. از این رو، انجمن نویسندگان کودک و نوجوان انتظار دارد مسئولان ذی‌ربط، هرچه زودتر ضمن اعلام بطلان نظر اعلام شدهٔ هیئت تطبیق فرمانداری تهران در این زمینه، به‌طور جدی به اعضای این هیئت یادآوری کنند که لازم است از تصمیم‌گیری‌های تنگ‌نظرانه، غیرکارشناسی و سلیقه‌ای بپرهیزند، تا دیگر بار شاهد چنین خبرهایی نباشیم.»
پس از تغییر شورای شهر و دولت، در شهریور همان سال این تصمیم قطعی و کوچه‌هایی که بنام استادان ادبیات کودکان نامگذاری شده بود پلاک‌کوبی شدند. اما در آذر ماه پلاک‌ها کنده شد و نام‌های قبلی کوچه‌ها بازگردانده شد. انجمن نویسندگان کودک در این باره بیانیه دیگری صادر کرد که در آن نوشت:
«گمان نمی‌کردیم نیاز به یادآوری باشد، چون بر این باوریم که هم جناب‌عالی و هم اعضای شورای شهر و دیگر مسئولان توجه دارند که قدردانی از این بزرگان و نامگذاری خیابان‌های مذکور به نام آنان، چیزی بر قدر و جایگاه آن‌ها نمی‌افزاید، بلکه شهر را زینت می‌بخشد.»

## ابتکارات
ابتکارات ویژهٔ باغچه‌بان در آموزش عبارت بودند از:
- روش شفاهی در تعلیم ناشنوایان
- آموزش روش حساب ذهنی به ناشنوایان
- گاهنجار (گاه‌نما) وسیله‌ای برای نشان دادن پستی و بلندی‌های اقیانوس‌ها روی نقشه به کودکان
- الفبای گویا

تلفن گنگ (گوشی استخوانی)

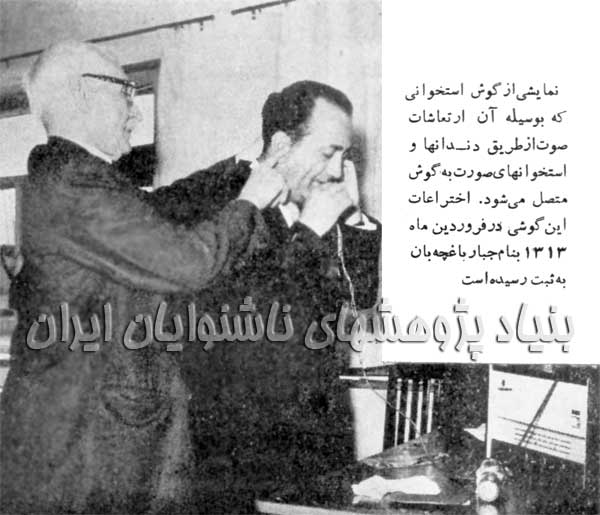
گوشی استخوانی

تلفن گنگ با گوشی استخوانی نام دستگاهی است که توسط جبار باغچه‌بان در ۲۲ بهمن ۱۳۱۲ شمسی اختراع شد. روش کارکرد آن به این صورت است که شخص ناشنوا با گرفتن میلهٔ آن به دندان می‌تواند از طریق استخوان فک صورت، ارتعاشات صوتی را دریابد و بشنود.
باغچه بان چگونگی اختراع این دستگاه را این‌گونه توضیح می‌دهد: «در پانزده سالگی در اثر تصادفی گوش راست من کر شد و اولیای من به‌جای اینکه مرا نزد دکتر ببرند، پیش سیدی که ادعا می‌کرد با دعا و دواهایی می‌تواند بیماری مرا شفا دهد، بردند و این سید عالی جناب مدّت پانزده روز به قول خودش دواهایی درگوش من ریخت و دعاهایی در گوشم می‌خواند و فوت می‌کرد. یکی از این دواها آنطوری که به خاطر می‌آورم، نفت بود! این سید در اثنای معالجه ساعت را نزدیک گوشم می‌گرفت نمی‌شنیدم ولی وقتی که آن را به گوشم می‌چسباندم، احساس می‌کردم که می‌شنوم در نتیجه آقا به نذر و نیاز خود می‌رسید! اتفاقاً روزی وقتی که من به سمت چپ خوابیده بودم و گوش شنوایم به وسیله بالش گرفته شده بود ساعت را به گوش راست گذاشته و صدای آن را شنیدم. کنجکاو شده ساعت را با دندان گرفتم و احساس کردم صدای ساعت را به‌خوبی می‌شنوم. چند بار تکرار کردم و دیدم جداً می‌شنوم. خلاصه دریافتم که هر گاه گوش شنوای من بسته باشد، از طریق دندان صدای ساعت را می‌شنوم. در اثر این تجربه، عذر آقای سید خواسته شد! روزی هنگامی که به تعلیم کرولالها مشغول بودم. ناگهان این موضوع به یادم آمد و بچه‌های کرولال را با گرفتن ساعت در دهان امتحان کردم و دیدم می‌شنوند. چون نتیجه مثبت بود، به فکر ساختن «گوشی استخوانی» برای کرولالها افتادم…»
این دستگاه به دلیل بزرگی و عملی نبودن برای حمل و نقل هیچگاه به تولید انبوه نرسید.

## آثار
- برنامه کار آموزگار - ۱۳۰۲
- الفبای آسان - ۱۳۰۳

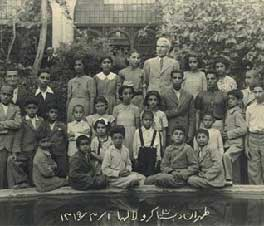
تهران، دبستان ناشنوایان. ۱/۳/۱۳۱۹

- الفبای دستی مخصوص ناشنوایان - ۱۳۰۳
- خانم خزوک - ۱۳۰۷
- زندگی کودکان - ۱۳۰۸
- گرگ و چوپان - ۱۳۰۸
- پیر و ترب - ۱۳۱۱
- بازیچه دانش - ۱۳۱۱
- دستور تعلیم الفبا - ۱۳۱۴
- علم آموزش برای دانشسراها - ۱۳۲۰
- بادکنک - ۱۳۲۴
- الفبای خودآموز برای سالمندان - ۱۳۲۶
- پروانه‌نین کتابی - ۱۳۲۶
- الفبا - ۱۳۲۷
- اسرار تعلیم و تربیت یا اصول تعلیم الفبا - ۱۳۲۷
- الفبای گویا - ۱۳۲۹
- برنامهٔ یک‌ساله - ۱۳۲۹
- کتاب اول ابتدایی - ۱۳۳۰
- حساب - ۱۳۳۴
- کتاب اول ابتدایی - ۱۳۳۵
- آدمی اصیل و مقیاس واحد آدمی - ۱۳۳۶
- درخت مروارید - ۱۳۳۷
- خیام آذری - ۱۳۳۷
- رباعیات باغچه‌بان - ۱۳۳۷
- روش آموزش کر و لال‌ها - ۱۳۴۳
- من هم در دنیا آرزو دارم - ۱۳۴۵
- بابا برفی - ۱۳۴۶
- عروسان کوه - ۱۳۴۷
- زندگینامهٔ باغچه‌بان به قلم خودش - ۱۳۵۶
- شب به سر رسید - ۱۳۷۳
- کبوتر من - ۱۳۷۳